# Lager Robinson

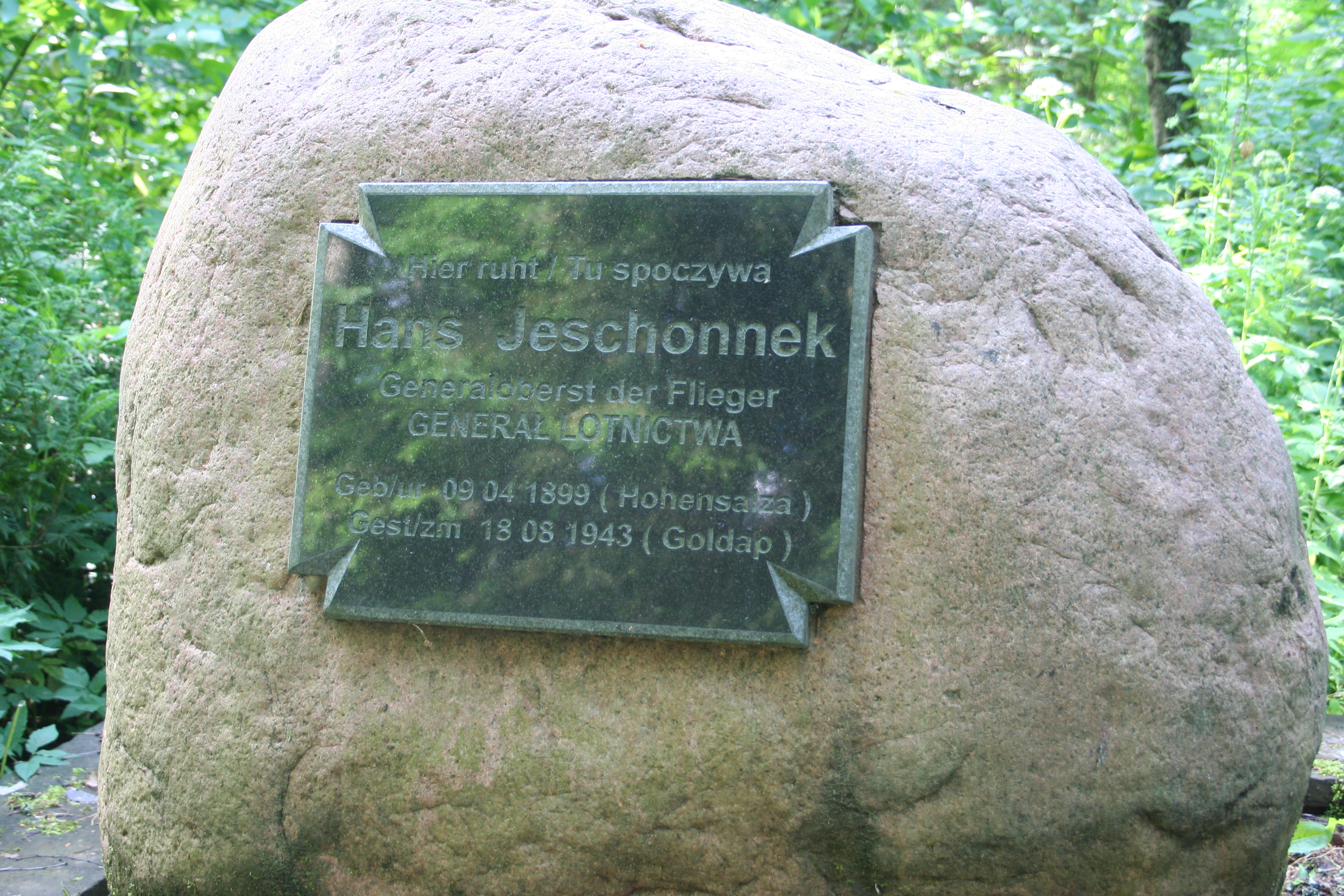
Das Grab von Hans Jeschonnek im ehemaligen Lager Robinson

Das Lager Robinson (Deckname für: Oberbefehlshaber der Luftwaffe-Hauptquartier Rominten) war ein militärischer Komplex des deutschen Oberkommandos der Luftwaffe (OKL) während des Zweiten Weltkriegs. Die Bunkeranlage liegt heute in Polen, unweit des Goldaper Sees.

## Geschichte
Der Komplex Robinson wurde 1940 angelegt. Ursprünglich diente er als Luftschutzbunker für Hermann Göring und seinen Stab, der sich gern in der Rominter Heide zur Jagd aufhielt, vor allem im Reichsjägerhof Rominten. Nach dem deutschen Angriff auf die UdSSR wurde die Anlage zu einem Hauptquartier umfunktioniert und erweitert, sie bestand fortan aus einem schweren Bunker, zwei Baracken für die Bewachung, sowie sechs Backsteingebäuden. Eine Forschungseinrichtung für die Raketenmotoren der V2-Rakete war hier ebenfalls untergebracht. Für den Fall einer notwendigen Verlegung des Standortes stand in Eichkamp und Gross Kummetschen permanent Görings Sonderzug Asien (ab 1943: Pommern 1) bereit.
Angesichts der sich näherenden sowjetischen Armee wurde der Bunker-Komplex in der Nacht vom 19. auf den 20. Oktober 1944 unter dem Decknamen „Johannisfeuer“ zerstört. Der Aufenthalt von Hermann Göring in der Rominter Heide wurde im Roman Der Erlkönig von Michel Tournier beschrieben sowie unter dem Titel Der Unhold von Volker Schlöndorff verfilmt.
Im Lager Robinson nahm sich  Generalstabschef der Luftwaffe Hans Jeschonnek am 18. August 1943 das Leben. Er wurde unweit des Bunkers am Goldaper See begraben. Heute beherbergt das Gelände u. a. das Kursanatorium Vital.